# Monti della Val Bregaglia
I monti della val Bregaglia (detti anche gruppo Masino-Bregaglia - Bregaglia Range inglese, Bergeller Berge in tedesco) sono un gruppo montuoso delle Alpi Retiche occidentali (Alpi del Bernina), posti in Italia (Lombardia) e Svizzera (Canton Grigioni), prendono il nome dalla val Bregaglia che li delimita a nord. Chiamati Catena Castello-Disgrazia dalle due montagne principali, la denominazione Masino-Bregaglia deriva dal fatto che nel versante italiano si incunea la val Masino.

## Classificazione

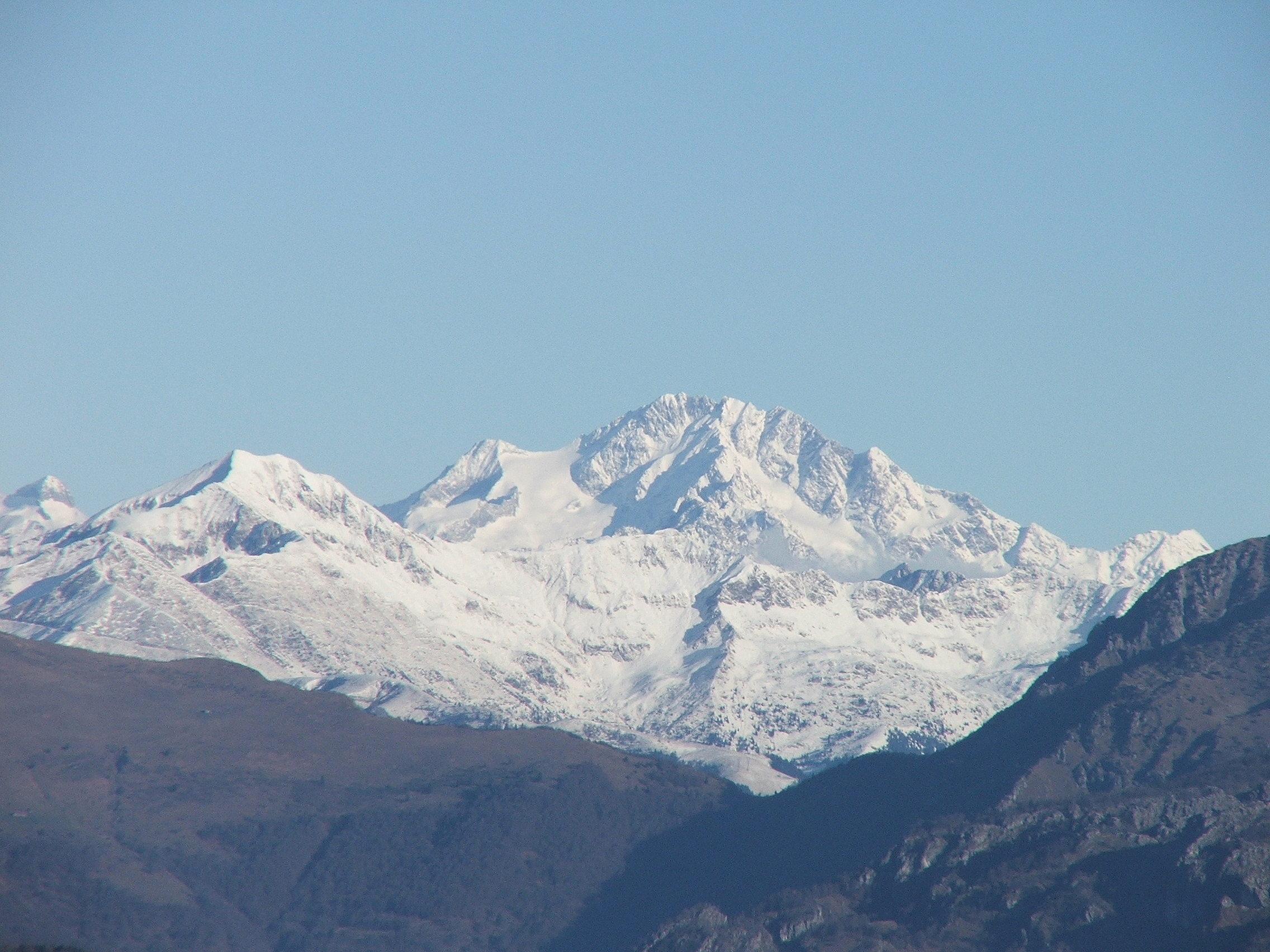
Il monte Disgrazia.

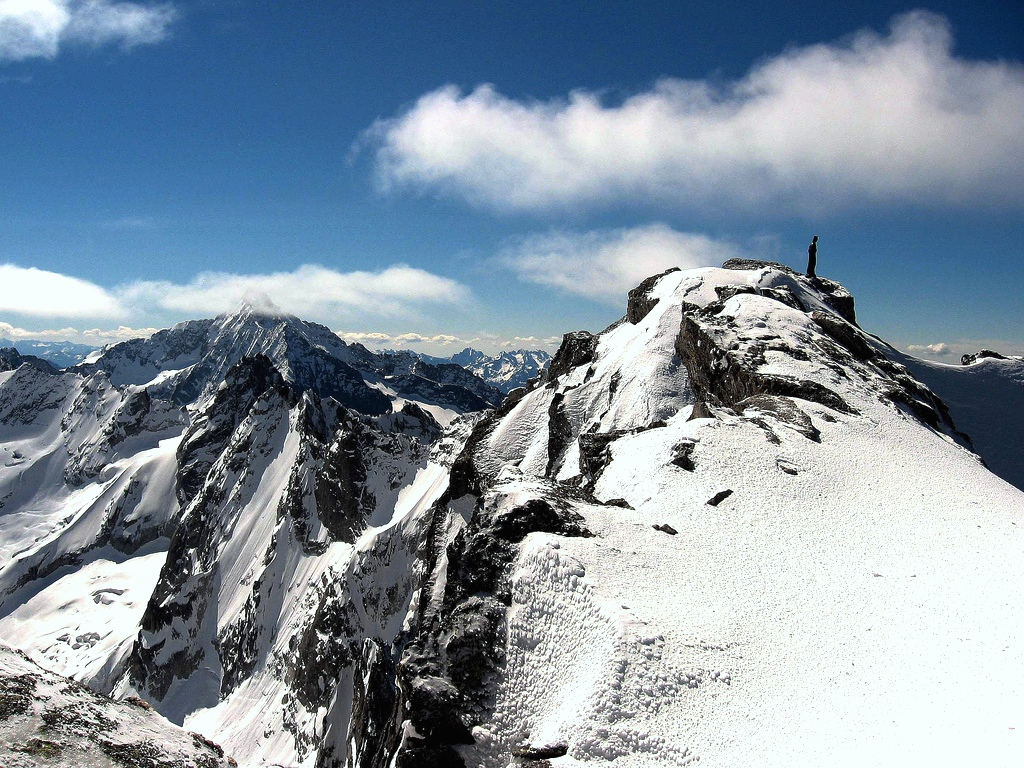
Cima di Castello

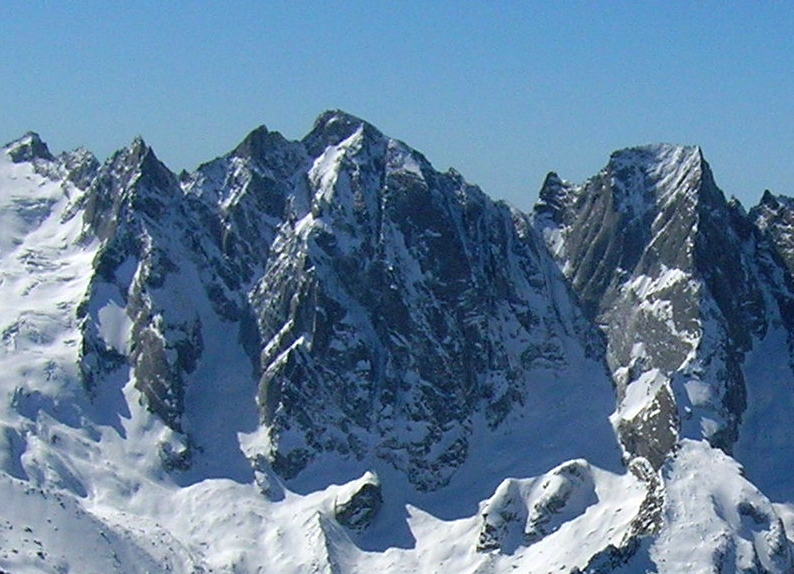
Pizzo Cengalo

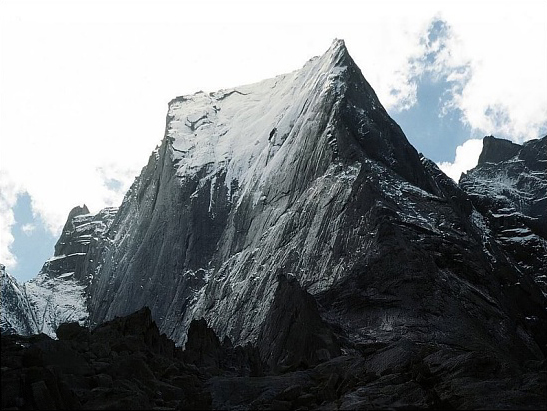
Pizzo Badile

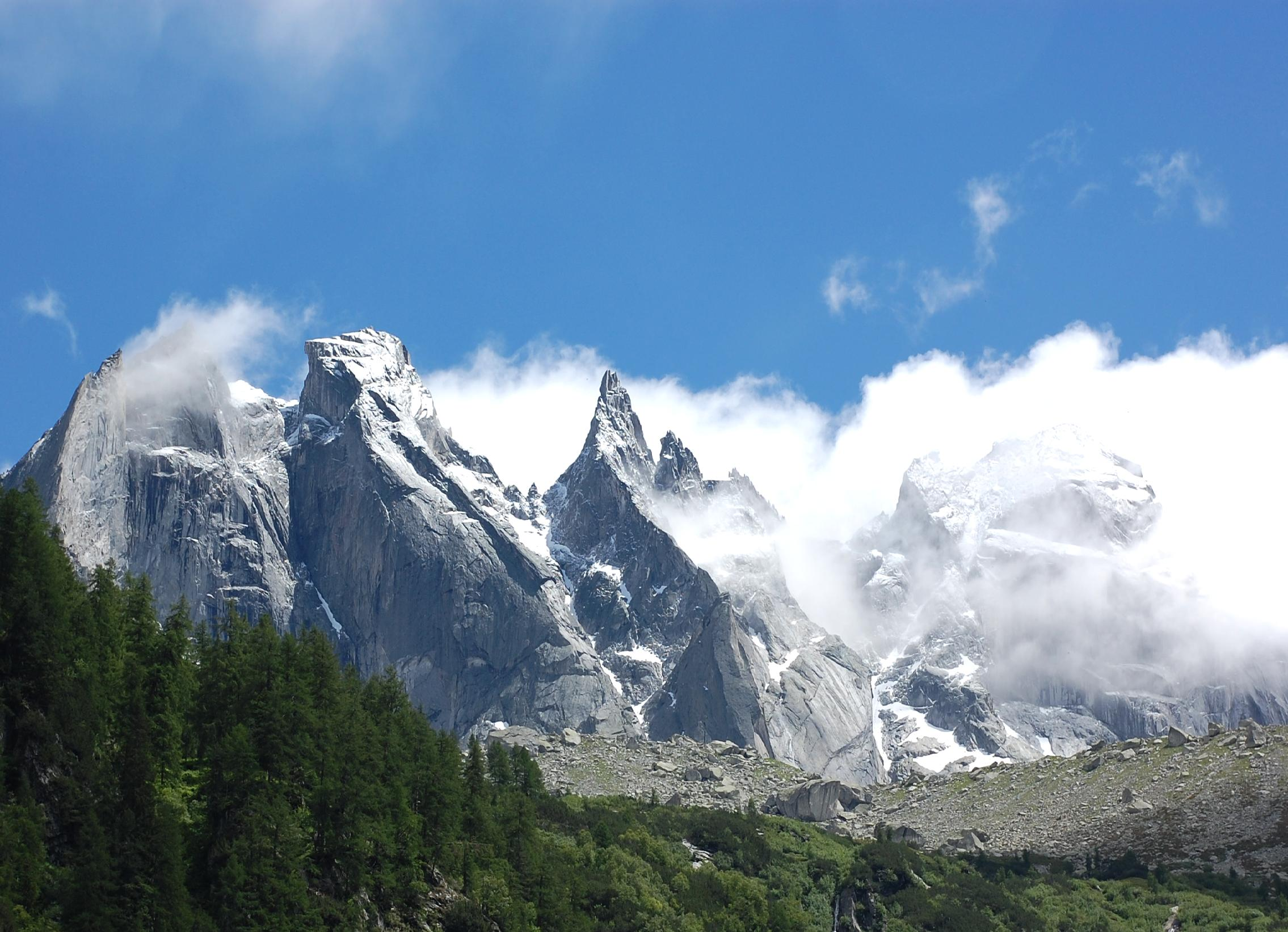
Ago di Sciora

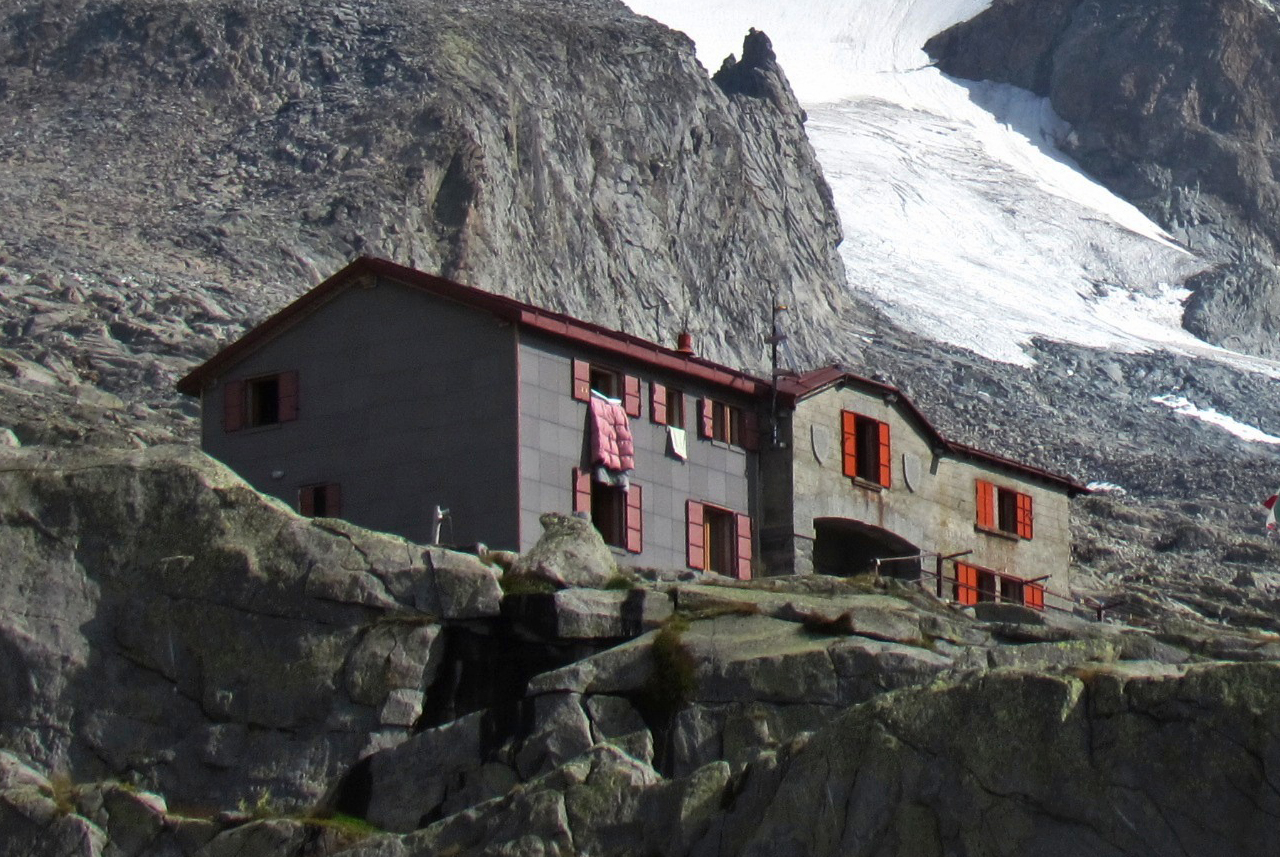
Rifugio Cesare Ponti

Secondo la SOIUSA i Monti della Val Bregaglia sono un supergruppo alpino ed hanno la seguente classificazione:
- Grande parte = Alpi Orientali
- Grande settore = Alpi Centro-orientali
- Sezione = Alpi Retiche occidentali
- Sottosezione = Alpi del Bernina
- Supergruppo = Monti della Val Bregaglia
- Codice = II/A-15.III-B

## Delimitazioni
Ruotando in senso orario i limiti geografici dei monti della val Bregaglia sono i seguenti: passo del Muretto, Valmalenco, Valtellina, lago di Mezzola, fiume Mera, Chiavenna, val Bregaglia, passo del Muretto.

## Suddivisione
Secondo la SOIUSA i Monti della Val Bregaglia si suddividono in due gruppi e dodici sottogruppi:
- Gruppo del Castello (3)
  - Catena Pizzi Torrone-Monte Sissone (3.a)
  - Catena Cima di Castello-Piz Bacun (3.b)
  - Catena Pizzi del Ferro-Monte di Zocca (3.c)
  - Costiera Sciora-Cacciabella (3.d)
  - Catena Pizzo Badile-Pizzo Cengalo (3.e)
  - Costiera Pizzo di Prata-Monte Gruf (3.f)
  - Costiera Liconcio-Sasso Manduino (3.g)
  - Costiera Cime del Calvo-Monte Spluga (3.h)
- Gruppo del Disgrazia (4)
  - Sottogruppo del Disgrazia (4.a)
  - Costiera Remolazza-Arcanzo (4.b)
  - Sottogruppo Pizzo Cassandra-Cima del Duca (4.c)
  - Sottogruppo dei Corni Bruciati (4.d)

## Montagne
Le montagne principali del gruppo montuoso sono:
- Monte Disgrazia - 3.678 m
- Cima di Castello - 3.376 m
- Cima di Rosso - 3.366 m
- Pizzo Cengalo - 3.368 m
- Cima di Cantun - 3.328 m
- Pizzo Torrone occidentale - 3.351 m
- Monte Sissone - 3.330 m
- Pizzo Badile - 3.308 m
- Piz Badilet - 3.171 m
- Cima della Bondasca Occidentale - 3.267 m
- Cima della Bondasca Centrale - 3.283 m
- Pizzi Gemelli - 3.262 m e 3.225 m
- Piz Bacun - 3.244 m
- Punta Pioda - 3.238 m
- Pizzo Cassandra - 3.226 m
- Monte del Forno - 3.214 m
- Ago di Sciora - 3.205 m
- Sciora di Dadent - 3.275 m
- Sciora di Fuori - 3.169 m
- Monte di Zocca - 3.175 m
- Pizzo Ligoncio - 3.032 m
- Pizzo Cacciabella - 2.980 m
- Torre Innominata  - 2.930 m
- Monte Gruf - 2.936 m
- Piz Trubinasca - 2.918 m
- Monte Spluga - 2.841 m
- Pizzo di Prata - 2.727 m
- Punta Fiorelli - 2.391 m

## Ghiacciai
I ghiacciai principali che contornano i monti della val Bregaglia sono:
- Ghiacciaio del Forno
- Ghiacciaio d'Albigna.

## Rifugi alpini

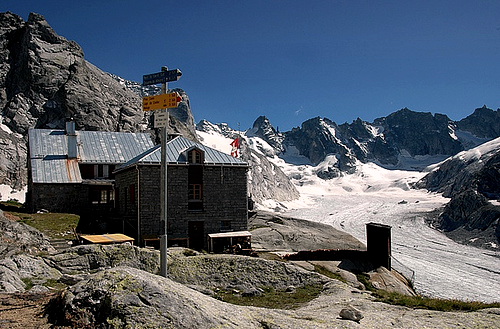
La Capanna del Forno.

Per facilitare l'escursionismo e la salita alle vette nel gruppo montuoso vi sono diversi rifugi:
- Rifugio Del Grande-Camerini - 2.580 m
- Capanna del Forno - 2.574 m
- Rifugio Cesare Ponti - 2.559 m
- Rifugio Luigi Gianetti - 2.534 m
- Rifugio Allievi-Bonacossa - 2.385 m
- Rifugio Albigna - 2.331 m
- Rifugio Sciora - 2.118 m
- Rifugio Antonio Omio - 2.100 m
- Rifugio Bosio-Galli - 2.086 m
- Rifugio Gerli-Porro - 1.965 m
- Capanna Sasc Furä - 1.904 m